# Грабівщина
Гра́бівщина — село в Україні, у Михайлівській сільській громаді Полтавського району Полтавської області. Населення становить 6 осіб.

## Географія
Село Грабівщина знаходиться на берегах річки Суха Лип'янка, яка через 4 км зливається з річкою Мокра Лип'янка в річку Лип'янка, вище за течією на відстані 1 км розташоване село Павлівка. У селі Балка Розсохувата впадає у річку Суху Лип'янку.

## Історія
Після ліквідації Машівського району 19 липня 2020 року село увійшло до Полтавського району.

## Населення

### Мова
Розподіл населення за рідною мовою за даними перепису 2001 року:
| Мова       | Кількість | Відсоток |
| ---------- | --------- | -------- |
| українська | 6         | 100%     |